# Giulio della Rovere
Pour les autres membres de la famille, voir Famille Della Rovere.
Giulio Feltrio della Rovere (né à Urbino, dans les Marches, le 5 avril 1533, et mort à Fossombrone le 3 septembre 1578) est un cardinal italien du XVIe siècle. Il est un fils de François Marie Ier della Rovere, duc d'Urbino.

## Biographie
Giulio della Rovere est clerc d'Urbino et reçoit le titre de duc de Sora en 1540. Il a trois enfants naturels. 
Della Rovere est créé cardinal in pectore par le pape Paul III lors du consistoire du 27 juillet 1547. Sa création est publiée le 9 janvier 1548. Il est abbé commendataire de Saint-Victor de Marseille de 1548 à 1565, évêque d'Urbino et Recanati de 1548 à 1551 et légat en Ombrie et Pérouse de 1548 à 1555. Della Rovere est administrateur du diocèse de Novara en 1551-1552 et du diocèse de Vicenza en 1560-1566. Il est nommé gouverneur de Loreto en 1564 et est abbé commendataire de Fonte Avellana en 1565-1569. Della Rovere est promu archevêque de Ravenne en 1566.
Le cardinal della Rovere participe au conclave de 1549-1550 lors duquel Jules III est élu, aux deux conclaves de 1550 (élection de Marcel II et de Paul IV), au conclave de 1559 (élection de Pie IV), de 1565-1566 (élection de Pie V) et de 1572 (élection de Grégoire XIII).